# روونگ عبدالله‌یف
رووناگ عبدالله‌یف، (به ترکی آذربایجانی: Rövnəq Abdullayev) (زاده ۳ آوریل ۱۹۶۵) کارآفرین، سیاستمدار، بازرگان و مدیر ارشد اجرایی آذربایجانی است، که در حال حاضر به‌عنوان مدیرعامل شرکت سوکار (شرکت ملی نفت جمهوری آذربایجان) فعالیت می‌نماید. وی همچنین از سال ۲۰۰۸ رئیس فدراسیون فوتبال جمهوری آذربایجان نیز می‌باشد.
عبدالله‌یف دانش‌آموخته کارشناسی مهندسی عمران از دانشگاه دولتی مسکو است و فعالیت در صنایع نفت و گاز را از سال ۱۹۸۹ در مؤسسه تولید نفت و گاز دریای خزر آغاز کرد. وی در فاصله سالهای ۱۹۹۷ تا ۲۰۰۳ بعنوان مدیر مهندسی و ساختمان این شرکت فعالیت کرد و از سال ۲۰۰۳ تا ۲۰۰۵ نیز ریاست پالایشگاه نفت حیدر علیف باکو را برعهده داشت. عبدالله‌یف در فاصله سالهای ۲۰۰۵ تا ۲۰۰۸ مدیرعامل باشگاه فوتبال نفتچی باکو بود.